# Rennrodel-Weltmeisterschaften 2007
Die 39. Rennrodel-Weltmeisterschaften auf der Kunstbahn fanden vom 2. bis zum 4. Februar 2007 im österreichischen Innsbruck-Igls statt und bildeten den Höhepunkt der Rennrodel-Weltcupsaison 2006/07.
Die Weltmeisterschaften wurden zu einem Triumph der deutschen Rennrodler, die alle vier Wettbewerbe gewannen und zusätzlich eine Silber- und zwei Bronzemedaillen errangen. Damit gewann die deutsche Mannschaft die Hälfte aller zu vergebenden Medaillen.

## Teamwettbewerb
| Rang | Land               | Name                                                                        | Zeit     |
| ---- | ------------------ | --------------------------------------------------------------------------- | -------- |
| 1.   | Deutschland        | Silke Kraushaar-Pielach – Patric Leitner/Alexander Resch – David Möller     | 2:09.159 |
| 2.   | Italien            | Christian Oberstolz/Patrick Gruber – Sandra Gasparini – Armin Zöggeler      | 2:09.841 |
| 3.   | Österreich         | Peter Penz/Georg Fischler – Nina Reithmayer – Daniel Pfister                | 2:09.982 |
| 4.   | Vereinigte Staaten | Mark Grimmette/Brian Martin – Erin Hamlin – Tony Benshoof                   | 2:10.160 |
| 5.   | Russland           | Michail Kuzmitsch/Juri Weselow – Alexandra Rodionowa – Albert Demtschenko   | 2:10.510 |
| 6.   | Lettland           | Juris Šics/Andris Šics – Maija Tīruma – Mārtiņš Rubenis                     | 2:11.196 |
| 7.   | Slowakei           | Miroslav Horvath/Jozef Kuchar – Veronika Sabolová – Jozef Ninis             | 2:11.863 |
| 8.   | Japan              | Takahisa Oguchi/Masaki Toshiro – Madoka Harada – Shigeaki Ushijima          | 2:11.893 |
| 9.   | Tschechien         | Lukáš Brož/Antonín Brož – Petra Kaprasová – Ondřej Hyman                    | 2:12.072 |
| 10.  | Polen              | Maciej Kurowski – Ewelina Staszulonek – Marcin Piekarski/Grzegorz Piekarski | 2:12.144 |
| 11.  | Rumänien           | Cosmin Chetroiu/Ionuț Țăran – Raluca Strămăturaru – Valentin Crețu          | 2:12.601 |
| 12.  | Ukraine            | Andrij Kis/Jurij Haiduk – Natalja Jakuschenko – Oleh Scherebyzkyj           | 2:13.281 |
| –    | Kanada             | Chris Moffat/Mike Moffat – Amy Gough – Jeff Christie                        | disq.    |

Zum die Weltmeisterschaften eröffnenden Mannschaftswettbewerb traten am 2. Februar 13 Nationen an. Deutschland wurde erwartungsgemäß und überlegen Sieger. In allen drei Läufen fuhren die deutschen Athleten die Bestzeiten. Leitner/Resch sowie Möller gewannen anschließend auch bei ihren Einzelstarts, Kraushaar-Pielach wurde aufgrund eines Fahrfehlers nur Dritte. Italien konnte aufgrund eines starken Zöggeler die gastgebenden Österreicher noch vom zweiten Rang verdrängen. Kanada wurde disqualifiziert.

## Männer – Einsitzer
| Rang | Name                 | Land                    | Zeit     |
| ---- | -------------------- | ----------------------- | -------- |
| 1.   | David Möller         | Deutschland             | 1:38.052 |
| 2.   | Armin Zöggeler       | Italien                 | + 0.007  |
| 3.   | Jan Eichhorn         | Deutschland             | + 0.111  |
| 4.   | Albert Demtschenko   | Russland                | + 0.423  |
| 5.   | Stefan Höhener       | Schweiz                 | + 0.465  |
| 6.   | Reinhold Rainer      | Italien                 | + 0.478  |
| 7.   | Mārtiņš Rubenis      | Lettland                | + 0.492  |
| 8.   | Wiktor Kneib         | Russland                | + 0.676  |
| 9.   | Felix Loch           | Deutschland             | + 0.694  |
| 10.  | Wilfried Huber       | Italien                 | + 0.726  |
| 11.  | Johannes Ludwig      | Deutschland             | + 0.802  |
| 12.  | Daniel Pfister       | Österreich              | + 0.806  |
| 13.  | Bengt Walden         | Schweden                | + 0.930  |
| 14.  | David Mair           | Italien                 | + 0.974  |
| 15.  | Gregory Carigiet     | Schweiz                 | + 0.976  |
| 16.  | Guntis Rēķis         | Lettland                | + 1.007  |
| 17.  | Christian Eigentler  | Österreich              | + 1.052  |
| 18.  | Tony Benshoof        | Vereinigte Staaten      | + 1.064  |
| 19.  | Wolfgang Kindl       | Österreich              | + 1.104  |
| 20.  | Martin Abentung      | Österreich              | + 1.110  |
| 21.  | Shigeaki Ushijima    | Japan                   | + 1.117  |
| 22.  | Jeff Christie        | Kanada                  | + 1.187  |
| 23.  | Jozef Ninis          | Slowakei                | + 1.345  |
| 24.  | Adam Rosen           | Vereinigtes Königreich  | + 1.381  |
| 25.  | Ian Cockerline       | Kanada                  | + 1.569  |
| 26.  | Kirill Serikow       | Russland                | + 0.975  |
| 27.  | Mark Hatton          | Vereinigtes Königreich  | + 0.990  |
| 28.  | Christopher Mazdzer  | Vereinigte Staaten      | + 1.027  |
| 29.  | Walter Marx          | Slowakei                | + 1.035  |
| 30.  | Stepan Fjodorow      | Russland                | + 1.069  |
| 31.  | Jakub Hyman          | Tschechien              | + 1.077  |
| 32.  | Sam Edney            | Kanada                  | + 1.124  |
| 33.  | Matt McMurray        | Kanada                  | + 1.247  |
| 34.  | Lukáš Brož           | Tschechien              | + 1.308  |
| 35.  | Valentin Crețu       | Rumänien                | + 1.341  |
| 36.  | Tønnes Stang Rolfsen | Norwegen                | + 1.394  |
| 37.  | Ondřej Hyman         | Tschechien              | + 1.400  |
| 38.  | Maciej Kurowski      | Polen                   | + 1.492  |
| 39.  | Gi-Ro Lee            | Südkorea                | + 1.572  |
| 40.  | Lukasz Firlej        | Polen                   | + 1.680  |
| 41.  | Petar Iliew          | Bulgarien               | + 1.743  |
| 42.  | Manfred Heinzelmaier | Belgien                 | + 1.819  |
| 43.  | Yong Lee             | Südkorea                | + 1.975  |
| 44.  | Bogdan Macovei       | Moldau                  | + 2.154  |
| 45.  | Iwan Jordanow        | Bulgarien               | + 2.302  |
| 46.  | Johan Yamaura        | Japan                   | + 2.337  |
| 47.  | William Lorentzen    | Norwegen                | + 2.349  |
| 48.  | Grega Hacin          | Slowenien               | + 2.611  |
| 49.  | Dzemal Pandza        | Bosnien und Herzegowina | + 2.630  |
| 50.  | Werner Höger         | Venezuela               | + 2.729  |
| 51.  | Branimir Tesulov     | Kroatien                | + 3.266  |
| 52.  | Anel Papic           | Bosnien und Herzegowina | + 3.668  |
| --   | Thomas Girod         | Frankreich              | disq.    |

Wie es sich durch den Saisonverlauf vor der Weltmeisterschaften abgezeichnet hatte, wurde das Finale der Männer im Einsitzer zu einem Duell zwischen dem Italiener, amtierenden Weltmeister und Weltcupführenden Armin Zöggeler und dem deutschen Herausforderer David Möller. Zöggeler ging als Favorit an den Start, nachdem er die Saison weitestgehend dominierte und zudem der erfahrene Starter war. Am Vortag konnte Möller Zöggler allerdings noch um zwei Hundertstelsekunden schlagen. Möller setzte sich am Ende äußerst knapp mit sieben Hundertstel Sekunden Vorsprung durch und wurde zum zweiten Mal nach 2004 Weltmeister. Komplettiert wurde das gute deutsche Ergebnis durch einen überraschenden dritten Platz von Jan Eichhorn, der als Einziger Starter in die Nähe der Zeiten der beiden Erstplatzierten kam.
Mit Stefan Höhener hatte die Schweiz das erste Mal seit langem einen Starter der sich gut platzieren konnte. Die Athleten aus dem gastgebenden Österreich konnten sich nicht unter den besten 10 platzieren, was aber auch daran lag, dass das die österreichische Mannschaft sich zu dieser Zeit in einer Umbruchsphase befand und die nachrückenden jungen Sportler noch nicht beständig genug waren. Italien feierte eine gute Mannschaftsleistung. So platzierten sich neben dem Vizeweltmeister Zöggeler auch Reinhold Rainer als sechster und der Altmeister Wilfried Huber unter den besten Zehn. Übertroffen wurde diese Mannschaftsleistung nur durch die der Deutschen, die neben den Medaillengewinnern auch noch die Nachwuchshoffnungen Felix Loch auf dem neunten und Johannes Ludwig af dem elften Rang platzierten.
Einige Sportler, wie der US-Amerikaner Tony Benshoof (18.) oder der Österreicher Martin Abentung (20.) enttäuschten oder konnten zumindest die in sie gesetzten Erwartungen nicht erfüllen. Ein mediales Echo fand auch die Teilnahme mehrerer „Exoten“, wie die des für Belgien startenden Manfred Heinzelmaier (42.), der in den 1980er Jahren zum A-Kader der österreichischen Rennrodler gehörte, oder des für Venezuela startenden Werner Höger (50.).
Nach dem ersten Durchgang qualifizierten sich nur die besten 25 Starter des ersten Durchgangs für den finalen zweiten Lauf.

## Männer – Doppelsitzer
| Rang | Name                                      | Land               | Zeit     |
| ---- | ----------------------------------------- | ------------------ | -------- |
| 1.   | Patric Leitner Alexander Resch            | Deutschland        | 1:19.285 |
| 2.   | Markus Schiegl Tobias Schiegl             | Österreich         | + 0.116  |
| 3.   | Mark Grimmette Brian Martin               | Vereinigte Staaten | + 0.215  |
| 4.   | Andreas Linger Wolfgang Linger            | Österreich         | + 0.244  |
| 5.   | Christian Oberstolz Patrick Gruber        | Italien            | + 0.248  |
| 6.   | Gerhard Plankensteiner Oswald Haselrieder | Italien            | + 0.264  |
| 7.   | André Florschütz Torsten Wustlich         | Deutschland        | + 0.355  |
| 8.   | Peter Penz Georg Fischler                 | Österreich         | + 0.381  |
| 9.   | Tobias Wendl Tobias Arlt                  | Deutschland        | + 0.407  |
| 10.  | Juris Šics Andris Šics                    | Lettland           | + 0.488  |
| 11.  | Michail Kusmitsch Juri Wesselow           | Russland           | + 0.651  |
| 12.  | Chris Moffat Mike Moffat                  | Kanada             | + 0.693  |
| 13.  | Iwan Newmerschizki Wladimir Prochorow     | Russland           | + 0.937  |
| 14.  | Hans Peter Fischnaller Klaus Kofler       | Italien            | + 1.036  |
| 15.  | Leo Horvath Jozef Kuchar                  | Slowakei           | + 1.311  |
| 16.  | Wladislaw Juschakow Wladimir Machnutin    | Russland           | + 0.724  |
| 17.  | Preston Griffall Dan Joye                 | Vereinigte Staaten | + 0.788  |
| 18.  | Andrij Kis Jurij Haiduk                   | Ukraine            | + 0.855  |
| 19.  | Antonín Brož Lukáš Brož                   | Tschechien         | + 1.021  |
| 20.  | Oleh Scherebyzkyj Roman Jaswinskyj        | Ukraine            | + 1.041  |
| 21.  | Lukasz Lewczuk Adam Wanielista            | Polen              | + 1.062  |
| 22.  | Marcin Piekarski Grzegorz Piekarski       | Polen              | + 1.094  |
| 23.  | Takahisa Oguchi Masaki Toshiro            | Japan              | + 1.418  |
| 24.  | Eugen Radu Marian Lăzărescu               | Rumänien           | + 1.644  |
| 25.  | Cosmin Chetroiu Ionuț Țăran               | Rumänien           | + 1.672  |
| 26.  | Oskars Gudramovičs Pēteris Kalniņš        | Lettland           | + 1.843  |

Nach dem ersten Lauf durften im zweiten Lauf nur noch die besten 15 Doppel des ersten Durchgangs antreten.

## Frauen
| Rang | Name                    | Land               | Zeit     |
| ---- | ----------------------- | ------------------ | -------- |
| 1.   | Tatjana Hüfner          | Deutschland        | 1:19.808 |
| 2.   | Anke Wischnewski        | Deutschland        | + 0.140  |
| 3.   | Silke Kraushaar-Pielach | Deutschland        | + 0.172  |
| 4.   | Natalie Geisenberger    | Deutschland        | + 0.284  |
| 5.   | Erin Hamlin             | Vereinigte Staaten | + 0.321  |
| 6.   | Natalja Jakuschenko     | Ukraine            | + 0.478  |
| 7.   | Nina Reithmayer         | Österreich         | + 0.484  |
| 8.   | Julia Clukey            | Vereinigte Staaten | + 0.667  |
| 9.   | Ashley Hayden           | Vereinigte Staaten | + 0.696  |
| 10.  | Lilia Ludan             | Ukraine            | + 0.727  |
| 11.  | Courtney Zablocki       | Vereinigte Staaten | + 0.764  |
| 12.  | Martina Kocher          | Schweiz            | + 0.778  |
| 13.  | Veronika Halder         | Österreich         | + 0.788  |
| 14.  | Anna Orlova             | Lettland           | + 0.828  |
| 15.  | Alexandra Rodionowa     | Russland           | + 0.859  |
| 16.  | Ewelina Staszulonek     | Polen              | + 0.907  |
| 17.  | Maija Tīruma            | Lettland           | + 0.949  |
| 18.  | Meaghan Simister        | Kanada             | + 0.995  |
| 19.  | Julia Anaschkina        | Russland           | + 1.049  |
| 20.  | Sarah Podorieszach      | Italien            | + 1.060  |
| 21.  | Sandra Gasparini        | Italien            | + 0.565  |
| 22.  | Madoka Harada           | Japan              | + 0.594  |
| 23.  | Maryna Halajdschjan     | Ukraine            | + 0.624  |
| 24.  | Alex Gough              | Kanada             | + 0.635  |
| 25.  | Veronika Sabolová       | Slowakei           | + 0.727  |
| 26.  | Michaela Kammerer       | Italien            | + 0.819  |
| 27.  | Jana Šišajová           | Slowakei           | + 0.874  |
| 28.  | Petra Kaprasová         | Tschechien         | + 0.965  |
| 29.  | Xenija Zyplakowa        | Russland           | + 0.966  |
| 30.  | Barbara Pilih           | Slowenien          | + 1.087  |
| 31.  | Romana Nováková         | Slowakei           | + 1.100  |
| 32.  | Raluca Strămăturaru     | Rumänien           | + 1.144  |
| 33.  | Mihaela Chiraș          | Rumänien           | + 1.272  |
| 34.  | Natalja Chorjowa        | Russland           | + 1.834  |
| 35.  | Nina Čebin              | Slowenien          | + 2.528  |
| --   | Hannah Campbell-Pegg    | Australien         | DNF      |

Nach dem ersten Durchgang schieden alle Starterinnen ab dem 21. Rang für den zweiten Durchgang aus.
Wie schon mehrfach zuvor konnten alle deutschen Starterinnen das restliche Feld hinter sich lassen. Überraschend konnte Tatjana Hüfner gewinnen, die große Favoritin Silke Kraushaar-Pielach wurde Dritte. Die deutsche Nachwuchshoffnung Natalie Geisenberger wurde Vierte. Nach den deutschen Starterinnen waren die Frauen aus den USA am erfolgreichsten. Nina Reithmayer konnte die österreichischen Farben als Siebte hochhalten. Die Schweizer Starterinnen konnten sich nicht unter den besten Zehn platzieren.

## Medaillenspiegel
| Platz | Land               | Gold | Silber | Bronze | Gesamt |
| ----- | ------------------ | ---- | ------ | ------ | ------ |
| 1.    | Deutschland        | 4    | 1      | 2      | 7      |
| 2.    | Italien            | 0    | 2      | 0      | 2      |
| 3.    | Österreich         | 0    | 1      | 1      | 2      |
| 4.    | Vereinigte Staaten | 0    | 0      | 1      | 1      |